# День спасателя (Россия)
День спасателя Российской Федерации — профессиональный праздник всех спасателей. В России спасатели работают и служат в территориальных службах спасения, муниципальных службах спасения, единых дежурно-диспетчерских службах, частных спасательных службах, спасательных воинских формированиях, разных видах пожарной охраны, нештатных, общественных спасательных организациях и МЧС.

## История и празднование
26 ноября 1995 года, первый Президент Российской Федерации Борис Николаевич Ельцин подписал Указ «Об установлении Дня спасателя Российской Федерации», в котором предписывалось отмечать этот день 27 декабря.
Дата 27 декабря, для проведения «Дня спасателя Российской Федерации» была выбрана российским лидером не случайно. Именно в этот день, Совет министров РСФСР принял постановление «Об образовании Российского корпуса спасателей на правах государственного комитета РСФСР, а также формировании единой государственно-общественной системы прогнозирования, предотвращения и ликвидации последствий чрезвычайных ситуаций».
День Спасателя МЧС — праздник немолодой в календаре. История МЧС ознаменована с 1990 года, когда 27 декабря произошло образование Государственной Гражданской службы по Чрезвычайным ситуациям (ГГсЧС РФ).

## Руководители
- 1994—2012 годы — главой МЧС был С. К. Шойгу,
- С 21 мая 2012 года по 18 мая 2018 года — В. Пучков,
- 2018—21 января 2020 Е. Зиничев (трагическая кончина)
- 2021—2022 — А. Чуприян (врио министра),
- С 14 мая 2022 года — глава МЧС А. Куренков.